# Lunca la Tisa
Lunca la Tisa, ukrajinsky Luh nad Tisou / Луг над Тисою, maďarsky Tiszalonka, je vesnice v obci Bocicoiu Mare v župě Maramureș v Transylvánii v Rumunsku. První písemná zmínka o obci pochází z roku 1439. V roce 2011 zde žilo 714 obyvatel, převážně Ukrajinců.

## Geografie
Lunca la Tisa leží na levém břehu řeky Tisy, která zde tvoží státní hranici. Na protějším (pravém) břehu této řeky se nachází ukrajinská obec Luh.